# BMW M42
Der BMW M42 ist ein Pkw-Ottomotor des bayerischen Motorenherstellers BMW, der von 1989 bis 1996 hergestellt wurde.(1989-1991 im BMW E30 und 1992-1996 im BMW E36) Er ist eine Weiterentwicklung auf Basis des Motors BMW M40, von dem er sich im Wesentlichen durch einen anderen Zylinderkopf mit nun vier statt zwei Ventilen pro Zylinder unterscheidet. Das Konstruktionsprinzip des Zylinderkopfes entspricht dabei dem Reihensechszylindermotor BMW M50. 1992 wurde der Motor technisch überarbeitet und erhielt von nun an im E36 eine Klopfregelung und ein Schaltsaugrohr.
Der Motor hat vier Zylinder, zwei obenliegende Nockenwellen, die von einer doppelten Rollenkette angetrieben werden und Tassenstößel. Es ist eine ruhende Zündung eingebaut. Das Kurbelgehäuse wurde unverändert vom BMW M40 übernommen, die Kurbelwelle ist geschmiedet. Bei einer Bohrung von 84 mm und einem Kolbenhub von 81 mm hat der Motor einen Hubraum von 1796 cm³. Die Nennleistung ist mit 100 kW bei 6000 min−1 angegeben. Die Motorsteuerung ist eine Bosch Motronic M 1.7.
Der M42 gilt als „sportlichster“ Vierzylindermotor BMWs seit dem BMW S14. Eine Schwachstelle des M42-Motors ist die Zylinderkopfdichtung, die üblicherweise aufgrund einer defekten Dichtung im Steuergehäuse auf der Stirnseite des Motors undicht wird. Davon sollen alle M42-Motoren betroffen sein.

## Technische Daten
| Motor- bezeichnung | Hubraum  | Bohrung × Hub | Ventile/Zyl. | Verdichtung | Leistung bei 1/min       | Drehmoment bei 1/min | Bauzeit   | Quelle |
| ------------------ | -------- | ------------- | ------------ | ----------- | ------------------------ | -------------------- | --------- | ------ |
| M42B18             | 1796 cm3 | 84 mm × 81 mm | 4            | 10,0:1      | 100 kW (136 PS) bei 6000 | 172 Nm bei 4600      | 1989–1991 | [ 3 ]  |
| M42B18             | 1796 cm3 | 84 mm × 81 mm | 4            | 10,0:1      | 103 kW (140 PS) bei 6000 | 175 Nm bei 4500      | 1992–1996 | [ 6 ]  |

## Einsatz
M42B18 100 kW (136 PS)
- 1989–1992 im BMW E30 318is

M42B18 103 kW (140 PS)
- 1992–1995 im BMW E36 318ti/is